# Eric Anderson
Eric Anderson (* 7. Dezember 1931 in Manchester; † März 1990 in Salford) war ein englischer Fußballspieler.
Der Stürmer Anderson wurde vor allem als Spieler des FC Liverpool bekannt, zu dem er 1951 als 20-Jähriger wechselte. Sein Debüt im Team des damaligen Erstdivisionärs gab er im März 1953. In der folgenden Saison konnte Anderson sich nicht in der ersten Mannschaft des Vereins etablieren, der 1954 in die Second Division abstieg. Erst nach dem Abstieg wurde er regelmäßig eingesetzt. Nach etwa  zweieinhalb Jahren mit regelmäßigen Spielzeiten wurde er durch den jungen Jimmy Melia ersetzt. Im Juli 1957 verließ Anderson den Verein und wechselte zum FC Barnsley. Nachdem er einen Wechsel zu Bournemouth & Boscombe Athletic abgelehnt hatte, beendete er seine Profilaufbahn und spielte in der Saison 1959/60 bei Macclesfield Town in der Cheshire County League, beim 2:1-Sieg im Finale des Cheshire Senior Cups gegen seinen späteren Klub Hyde United erzielte er einen Treffer. Ein Jahr später stand er auch mit Hyde im Finale um den Cheshire Senior Cup, in seinem letzten Spiel für den Klub endete die Partie mit einem torlosen Unentschieden, im verlorenen Wiederholungsspiel wurde er nicht eingesetzt.